# Microrregión de Porto Velho
La Microrregión de Porto Velho es una de las ocho microrregiones del estado de Rondonia, en Brasil. Forma parte de la Mesorregión de Madeira-Guaporé. Está formada por ocho municipios.

## Municipios
- Buritis
- Campo Nuevo de Rondônia
- Candeias del Jamari
- Cujubim
- Extrema
- Itapuã del Oeste
- Nueva Mamoré
- Porto Velho

- Datos: Q2466370